# Онвиј
Онвиј (фр. Anville) насеље је и општина у западној Француској у региону Поату-Шарант, у департману Шарант која припада префектури Ангулем.
По подацима из 2011. године у општини је живело 203 становника, а густина насељености је износила 24,88 становника/km². Општина се простире на површини од 8,16 km². Налази се на средњој надморској висини од 180 метара (максималној 152 m, а минималној 93 m).

## Демографија
| 1962. | 1968. | 1975. | 1982. | 1990. | 1999. | 2011. |
| ----- | ----- | ----- | ----- | ----- | ----- | ----- |
| 208   | 217   | 181   | 169   | 173   | 156   | 203   |

График промене броја становника у току последњих година